# Слоним, Мария Ильинична
Мари́я Ильи́нична Слони́м, ле́ди Филлимо́р (англ. Masha Slonim; род. 6 ноября 1945, Москва) — советская, британская и российская журналистка, радиоведущая, педагог.

## Биография
Родилась в семье скульптора Ильи Львовича Слонима (1906—1973) и переводчицы Татьяны Литвиновой (1918—2011) — дочери советского наркома иностранных дел Максима Литвинова и англичанки Айви Лоу. Её двоюродный брат Павел Литвинов был женат на сестре Валерия Чалидзе. И Литвинов, и Чалидзе — известные советские диссиденты.
В 1970 году окончила филологический факультет МГУ. Передавала знакомым иностранным журналистам «Хронику текущих событий» и другие материалы самиздата, допрашивалась сотрудниками КГБ.

### Эмиграция из СССР, возвращение и повторная эмиграция
В 1974 году уехала из СССР в США по приглашению от бывшего мужа, ранее эмигрировавшего в Америку. Советское гражданство никогда не теряла. Непродолжительное время жила в США, работала в издательстве «Ардис». Затем переехала в Англию, где жила её бабушка. Работала в редакции русской службы BBC: вела программы «Глядя из Лондона» и «Аргумент». Свою квартиру в Лондоне превратила во что-то наподобие коммуналки, в которой жили многочисленные гости, среди которых — Владимир Буковский и Зиновий Зиник. Осенью 1987 года, впервые после эмиграции, посетила СССР.
В конце 1980-х вернулась в перестроечный СССР, работала корреспондентом BBC в Москве. Организовала закрытый клуб политических журналистов, освещавших Съезд народных депутатов СССР, называвшийся «Клуб любителей съезда». Преподавала на факультете журналистики Московского гуманитарного университета (1990—1991) и в школе журналистики некоммерческой организации «Интерньюс». Несколько лет вела политическую телепрограмму «Четвёртая власть» на REN-TV.
В то же время развивался её политический клуб, где ведущие политики России встречались с журналистами. На встречах дома у Слоним бывали известные российские политики Сергей Ястржембский, Борис Немцов, Александр Лившиц, Анатолий Чубайс, Альфред Кох, Михаил Ходорковский, Сергей Дубинин, Татьяна Дьяченко, Гавриил Попов, Андрей Нечаев. Атмосфера этих встреч описана в одной из глав книги Елены Трегубовой «Байки кремлёвского диггера».
Автор документального сериала BBC «Вторая русская революция» (1991) о Перестройке в СССР и правлении М. С. Горбачёва.
Сыграла роль Лили в фильме «Стрингер» (1998).
В 2015 году уехала из России. Живёт в Хонитоне (Великобритания).
Является главой жюри премии «Профессия — журналист» фонда «Открытая Россия».

## Личная жизнь
Первый муж — Григорий Фрейдин (р. 1946), ныне — профессор Стэнфордского университета. Сын Антон Фрейдин.
В 1983 году вышла замуж за барона Роберта Филлимора (1939—1990).
После смерти второго мужа вышла замуж за актёра Сергея Шкаликова, который был младше её на семнадцать лет. После смерти Шкаликова в 1998 году вышла замуж за Евгения Желяскова, который строил ей и Шкаликову дом. Он умер в 2013 году.